# هانا هوليداي ستيوارت
هانا هوليداي ستيوارت (بالإنجليزية: Hannah Holliday Stewart)‏ هي نحّاتة أمريكية، ولدت في 25 يناير 1924 في برمنغهام في المملكة المتحدة، وتوفيت في 23 فبراير 2010 في ألباكركي في الولايات المتحدة.